# El Mojón (Santiago del Estero)
El Mojón is een plaats in het Argentijnse bestuurlijke gebied Pellegrini in de provincie Santiago del Estero. De plaats telt 1.239 inwoners.